# روش تاور ۲
روش تاور ۲ (آلمانی: Roche Turm Bau 2) ساختمان اداری ۵۰ طبقه، متعلق به شرکت هوفمان-لا روش و مستقر در شهر بازل، سوئیس است، که در سال ۲۰۲۱ احداث گردید.